# 雷阿尔蒙特
雷阿尔蒙特（義大利語：Realmonte），是意大利西西里大区阿格里真托省的一个市镇。总面积20.41平方公里，人口4533人，人口密度222.1人/平方公里（2009年）。ISTAT代码为084032。